# ولی پارک (میسیسیپی)
ولی پارک، میسیسیپی (به انگلیسی: Valley Park, Mississippi) یک منطقهٔ مسکونی در ایالات متحده آمریکا است که در Issaquena County واقع شده‌است.

## خصوصیات
ولی پارک ۲۸٫۹۶ متر بالاتر از سطح دریا واقع شده‌است.